# Schapel

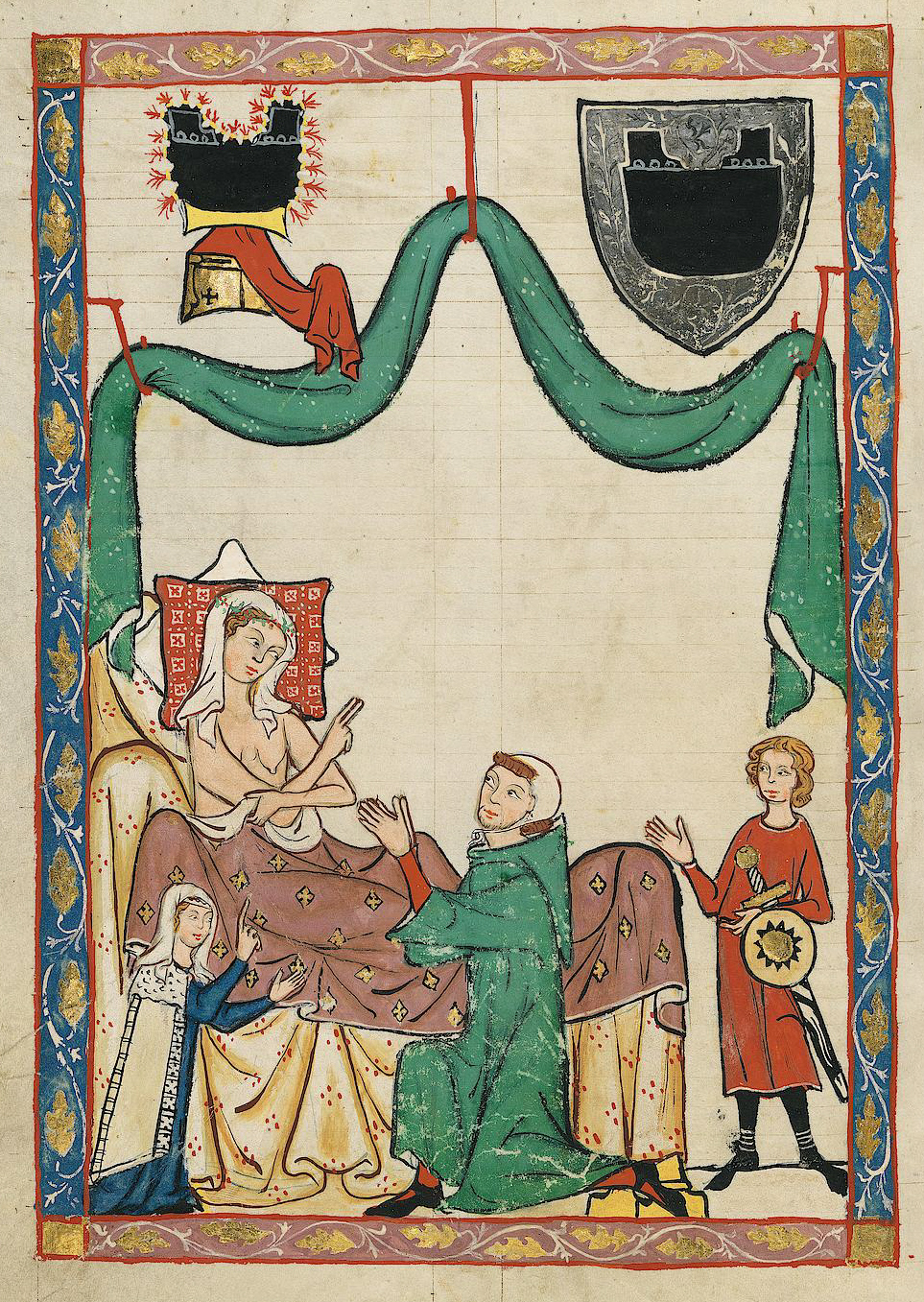
Zwei Frauen mit Schleier und Schapel, sowie ein Mann mit Bundhaube, ca. 1305–1340, Codex Manesse

Das Schap(p)el (mhd. schep(p)el), auch Schäpel, Schappil oder Schappelin, ist ein im 12. Jahrhundert aufgekommener reifenförmiger Kopfschmuck für Männer und Frauen aus Metall oder Blumen.

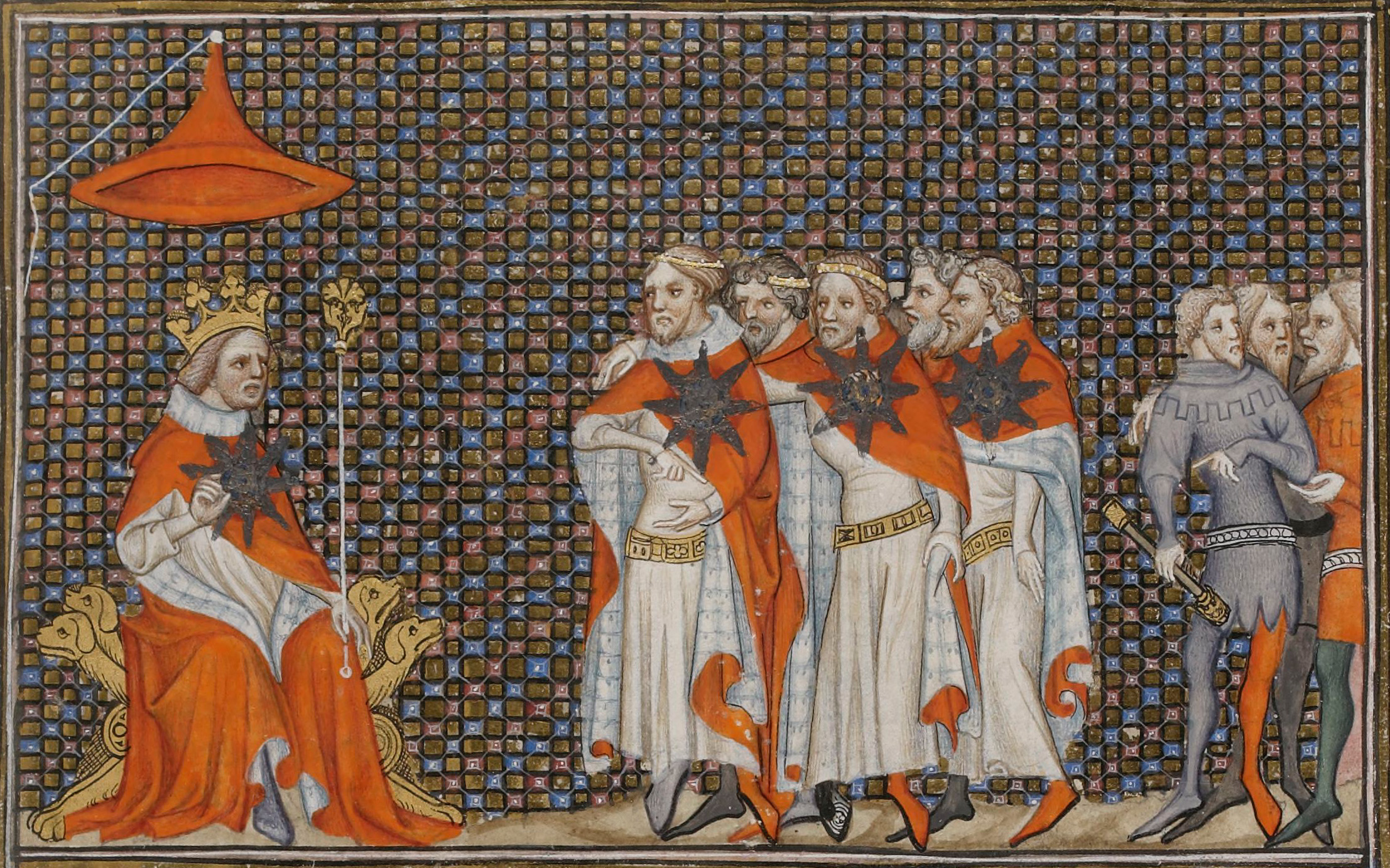
Ritter des Ordens des Sterns mit Schapel, Miniaturmalerei des 14. Jahrhunderts

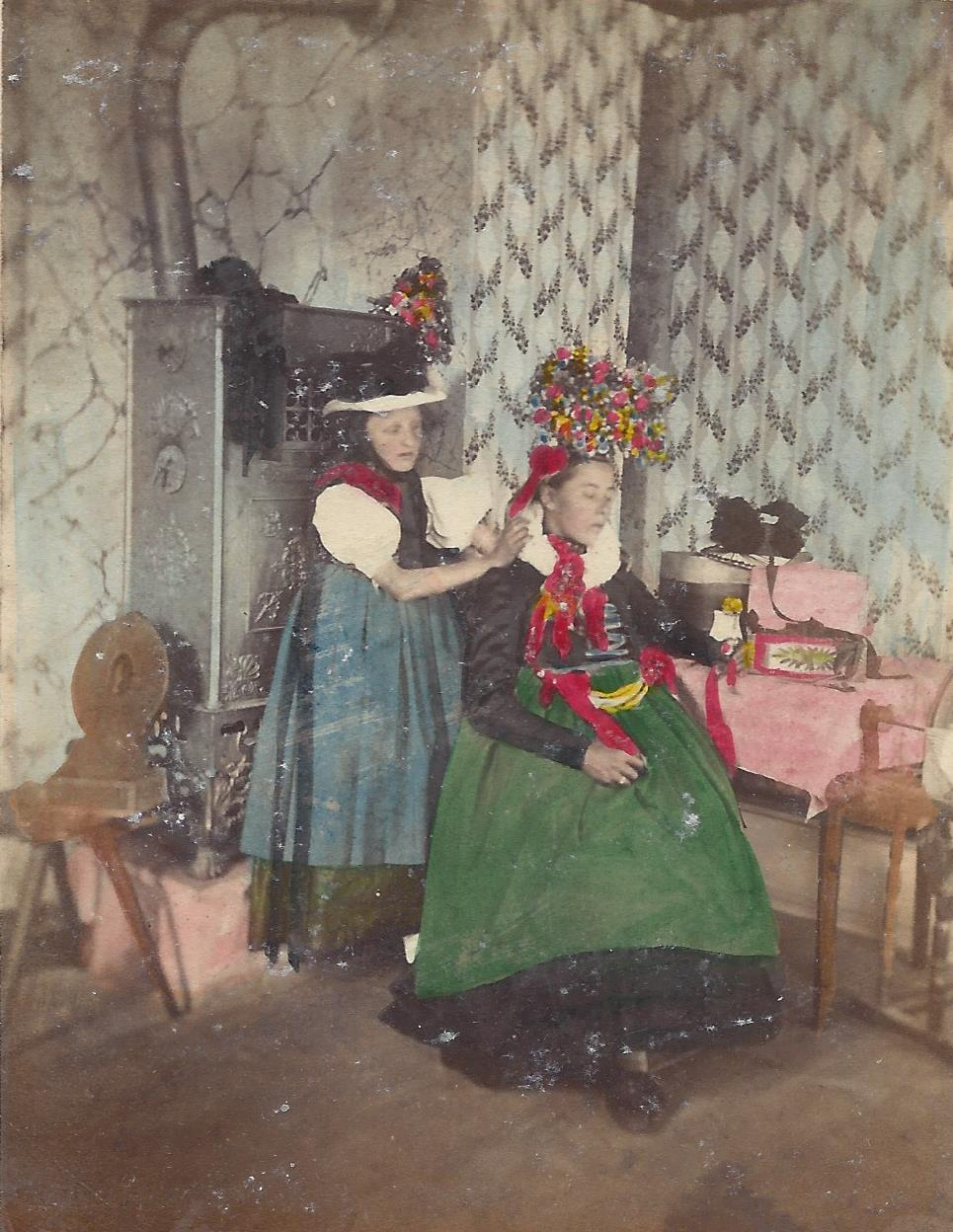
Anlegen eines Schäppels im Schwarzwald, koloriertes Foto von 1864

Das Schapel war vom 12. bis 15. Jahrhundert ein kranzförmiger Blumenschmuck für Jünglinge und Jungfrauen bei den Frühlingstänzen. Schapel wurden von Frauen meist in Verbindung mit dem Gebende, Schleiern oder Haarnetzen getragen. Eugène Viollet-le-Duc vermutete, dass das Schapel auf den antiken Brauch zurückgeht, bei Festen Blumenkränze zu tragen. Diese echten Blumen seien dann durch künstliche Blumen, gestickte Bänder, Borten und Pfauenfedern sowie durch Metallreifen mit Perlen und Edelsteinen ersetzt worden. Dadurch wurde das Schapel eine Art Abzeichen für die Jungfrau; in Frankfurt wurde es daher beispielsweise 1356 anderen Frauen verboten, Schapel zu tragen.
Schapel finden sich heute noch in süddeutschen und schweizerischen Trachten, auch Jungfrauenkronen genannt. 